# العلاقات الرواندية المدغشقرية
العلاقات الرواندية المدغشقرية هي العلاقات الثنائية التي تجمع بين رواندا ومدغشقر.

## مقارنة بين البلدين
هذه مقارنة عامة ومرجعية للدولتين:
| وجه المقارنة                                              | رواندا                                        | مدغشقر                      |
| --------------------------------------------------------- | --------------------------------------------- | --------------------------- |
| المساحة (كم2)                                             | 26.34 ألف                                     | 587.04 ألف                  |
| عدد السكان (نسمة)                                         | 12.21 مليون                                   | 25.57 مليون                 |
| الكثافة السكانية (ن./كم²)                                 | 463.55                                        | 43.56                       |
| العاصمة                                                   | كيغالي                                        | أنتاناناريفو                |
| اللغة الرسمية                                             | اللغة الكينيارواندا، لغة إنجليزية، لغة فرنسية | اللغة الملغاشية، لغة فرنسية |
| العملة                                                    | فرنك رواندي                                   | أرياري مدغشقري              |
| الناتج المحلي الإجمالي (بليون دولار)                      | 9.14 مليار                                    | 11.50 مليار                 |
| الناتج المحلي الإجمالي (تعادل القوة الشرائية) بليون دولار | 20.46 مليار                                   | 35.51 مليار                 |
| الناتج المحلي الإجمالي الاسمي للفرد دولار أمريكي          | 697                                           | 401                         |
| الناتج المحلي الإجمالي للفرد دولار أمريكي                 | 1.66 ألف                                      | 1.44 ألف                    |
| مؤشر التنمية البشرية                                      | 0.483                                         | 0.510                       |
| رمز المكالمات الدولي                                      | +250                                          | +261                        |
| رمز الإنترنت                                              | .rw                                           | .mg                         |
| المنطقة الزمنية                                           | ت ع م+02:00                                   | ت ع م+03:00                 |

## منظمات دولية مشتركة
يشترك البلدان في عضوية مجموعة من المنظمات الدولية، منها:
| علم المنظمة | اسم المنظمة                                                | تاريخ انضمام رواندا | تاريخ انضمام مدغشقر |
| ----------- | ---------------------------------------------------------- | ------------------- | ------------------- |
|             | وكالة ضمان الاستثمار متعدد الأطراف                         | 27 سبتمبر 2002      | 8 يونيو 1988        |
|             | الأمم المتحدة                                              | 18 سبتمبر 1962      | 20 سبتمبر 1960      |
|             | العملية المشتركة للاتحاد الأفريقي والأمم المتحدة في دارفور | ?                   | ?                   |
|             | منظمة حظر الأسلحة الكيميائية                               | ?                   | ?                   |
|             | منظمة التجارة العالمية                                     | ?                   | ?                   |
|             | منظمة الشرطة الجنائية الدولية                              | ?                   | ?                   |
|             | الاتحاد الأفريقي                                           | ?                   | ?                   |
|             | البنك الإفريقي للتنمية                                     | ?                   | ?                   |
|             | مؤسسة التنمية الدولية                                      | 30 سبتمبر 1963      | 25 سبتمبر 1963      |
|             | يونسكو                                                     | 7 نوفمبر 1962       | 10 نوفمبر 1960      |
|             | مجموعة دول أفريقيا والكاريبي والمحيط الهادئ                | ?                   | ?                   |
|             | الاتحاد البريدي العالمي                                    | ?                   | ?                   |
|             | البنك الدولي للإنشاء والتعمير                              | 30 سبتمبر 1963      | 25 سبتمبر 1963      |
|             | الاتحاد الدولي للاتصالات                                   | 12 ديسمبر 1962      | 11 مايو 1961        |
|             | مؤسسة التمويل الدولية                                      | 6 نوفمبر 1975       | 27 سبتمبر 1963      |
|             | المركز الدولي لتسوية المنازعات الاستشارية                  | 14 نوفمبر 1979      | 14 أكتوبر 1966      |

## وصلات خارجية
- موقع وزارة الخارجية الرواندية